# 针鼹
針鼹，即针鼹科（Tachyglossidae），通常被稱為刺食蚁兽，與鸭嘴兽同為仍然生存的单孔目动物。此科下共有三屬六種生物，其中巨針鼴屬已滅絕，其他兩屬均生活在澳大利亞及新畿內亞。

## 分類
针鼹被分為三属，分别為针鼹属、原针鼹属及巨針鼴屬。针鼹属中僅有現存的一個種；原针鼹属中五個種現存只剩三個；巨針鼴属的兩個種都已滅絕。

### 针鼹属

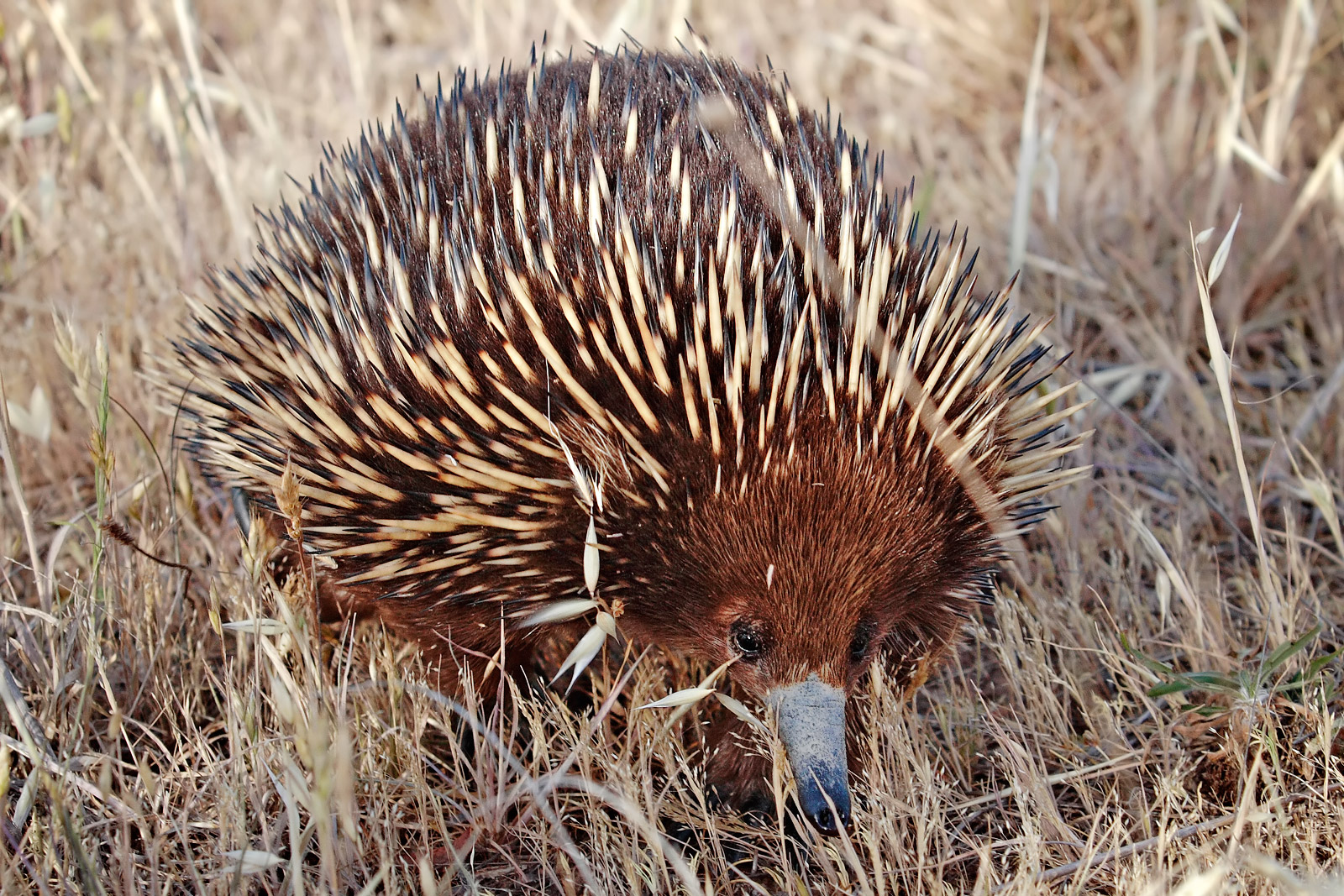
澳洲针鼹

澳洲针鼹（Tachyglossus aculeatus）生活在新畿內亞東南，在接近澳大利亞的地方亦有其蹤跡，這些地區包括澳大利亞阿爾卑斯山脈及內陸沙漠地區等，尤其是在螞蟻及白蟻生活的地方。牠的體形較原针鼹属動物小，但有較長的刺。

### 原针鼹属
原针鼹属的三個現存物種都是新畿內亞的「土著」，因被獵殺而数量逐渐减少。牠們以蚯蚓及昆蟲為食。
- 長吻針鼴（Zaglossus bruijni）：生活在高原的森林。
- 艾登堡長吻針鼴（Zaglossus attenboroughi）：喜歡較高的棲息地，至今僅有極少的發現紀錄。
- 大長吻針鼴（Zaglossus bartoni）：當中有4個不同的亞種。

已滅絕的兩個種是：
- Zaglossus robustus
- Zaglossus hacketti

### 巨针鼹属
已滅絕的兩個種是：
- Megalibgwilia ramsayi
- Megalibgwilia robusta

## 特徵

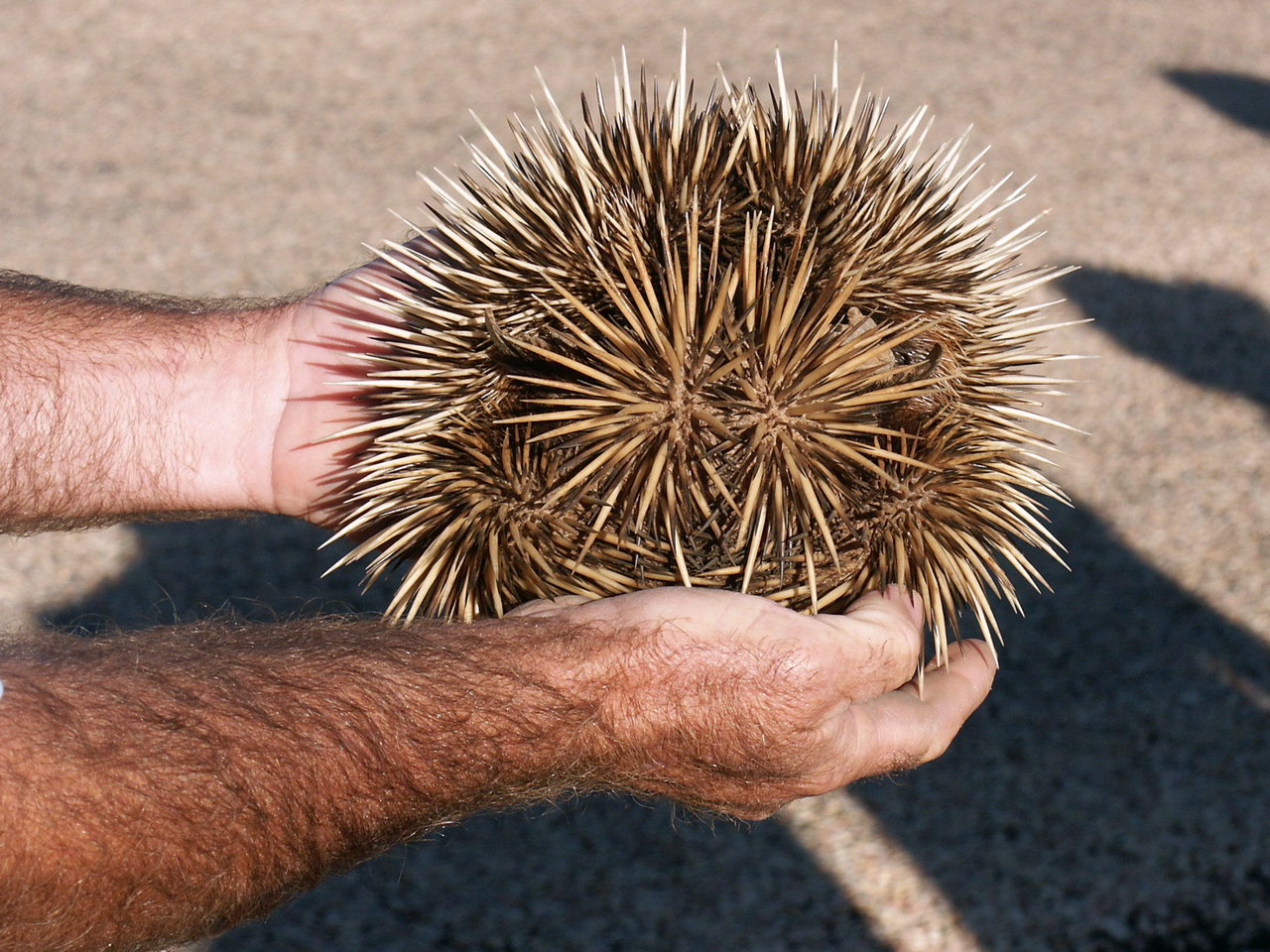
针鼹科動物捲成球狀

针鼹是細小的哺乳动物，全身表面都由毛髮及刺所遮蓋。外表上，牠們與南美洲的食蟻獸及其他有刺哺乳動物，如刺猬和豪豬相似。短小但強而有力的四肢及大爪，使得牠們成為強勁的挖掘者。
牠們有著細長的口鼻部，同時有口和鼻的功能，但沒有牙齒。牠們會撕開軟木或蟻丘等，以牠們長長的及黏性的舌頭，將獵物捕獲。澳洲针鼹多以螞蟻及白蟻為食糧，而原针鼹属則吃蚯蚓或昆蟲。
针鼹是與鸭嘴兽同樣是卵生的哺乳動物，但雄針鼴生殖器前端具有四個龜頭，四個龜頭會輪流使用，一次交配過程只用兩個，藉由收縮兩個跟膨脹兩個以進入雌性針鼴分岔的生殖道。雌性针鼹會於交配後第22天，生下一個軟殼且蛋殼有延展性（革殼）的蛋，並把它放入育兒袋中。孵化約需10天的時間，幼獸會從母親的乳腺啜食母乳。在育兒袋內約45-55天，幼獸會開始長出刺。母親此時會開始挖掘洞穴安置幼獸，約每5天回來餵養一次，直至幼獸於7個月大後斷奶為止。
1. 1 2  . 國家地理雜誌. No. 258 (大石國際文化): 21. ISSN 1608-2621.